# 日豊タクシー
日豊タクシー株式会社（にっぽうタクシー）は、大分県大分市に本社を置き、大分県大分市及び津久見市でタクシー、バス事業を展開し日豊タクシーグループの企業である。

## 概要
1961年（昭和36年）7月、創業。現在は、大分市、津久見市にグループ企業を展開し、日豊タクシーグループ全体で小型タクシー１０７台（トヨタコンフォート　日産クルー）　大型タクシー１台（トヨタ　クラウンロイヤルサルーン）　特定大型車６台（トヨタ　ハイエース）の営業車両を保有している。
大分トリニータのアドボード･スポンサーであり、代表取締役社長の福本祐二は大分トリニータ後援会の会長を務めている。

## グループ会社
- 日豊タクシー株式会社 （大分市森町）
- 日豊光タクシー株式会社 （大分市三佐）
- 日豊新星タクシー株式会社 （大分市上野町）
- 日豊春日タクシー株式会社 （大分市三佐）
- 光タクシー株式会社 （津久見市宮本町）
- 日豊観光バス株式会社 （大分市森町）
- 日豊観光トラベル （大分市森町)
- 日豊タクシーグループ株式会社(大分市森町)

```
 大分市・津久見市タクシーグループ会社の  
 共同無線配車・経営コンサルタント業  
```

- 日光車輌整備工場

```
 LPGガス自動車取扱指定工場  
```

- CINEMA SCOPE 〜シネマスコープ〜

```
 映像制作／モデル斡旋事業部門  
 (大分市森町 日豊タクシーグループ本社内)  
```

- Belle Epoque 〜ベルエポック〜

```
 アンティーク雑貨&Cafe  
 (湯布院町川上)
```

## 沿革
```
1961年
（昭和36年）7月 日豊タクシー株式会社設立  
```

アポロタクシー株式会社
( 1960年（昭和35年）11月開業)    
をグループ傘下へ  
→日豊新星タクシー
光タクシー株式会社(鶴崎地区)  
( 1962年（昭和37年）1月開業)  
をグループ傘下へ  
→日豊光タクシー
光タクシー株式会社(津久見)  
( 1962年（昭和37年）7月開業)  
を平成9年、グループ傘下へ   
タクシーカラーを  
日豊タクシーカラーに変更　表記は→ひかりタクシー
春日タクシー株式会社
( 1973年（昭和48年）6月開業)  
をグループ傘下へ  
→日豊春日タクシー
各社を見分けるには  
タクシー車体の天井に付いている  
天井灯（アンドン）の横に漢字で    
「日豊」=日豊タクシー株式会社  
「光」=日豊光タクシー株式会社  
「新星」=日豊新星タクシー株式会社  
「ひかり」=光タクシー株式会社(津久見)  
「春日」=日豊春日タクシー株式会社  
と、明記されており見分ける事ができる  
無線識別信号(無線番号)  
トランク後部に記載されている  
小型タクシー  
日豊タクシー        201〜224  計22台  
日豊光タクシー     231〜250 計18台(鶴崎地区)  
日豊春日タクシー 301〜317 計14台  
日豊新星タクシー 401〜444 計39台  
光タクシー            101〜120 計16台(津久見)  

日豊タクシーグループ  
小型タクシー 計109台  
無線番号は(タクシー業務適正化特別措置法)により減車され欠番がある  

特定大型車(ジャンボタクシー)  
大分地区 4台  
津久見地区 2台  

大型タクシー(クラウンロイヤルサルーン)  
大分地区1台  

日豊観光バス 35台  

※平成28年6月現在  

かつてグループ傘下だった会社  
清瀬タクシー有限会社(宇佐市四日市)  
- 2011年4月1日 - 大分県大分市の春日タクシーをグループ化し、日豊春日タクシー株式会社とする[2][3]。